# Zhang Junsai
Zhang Junsai (chiń. 章均赛; ur. w październiku 1953) – chiński dyplomata i urzędnik.
Urodził się w Szanghaju. Ukończył Beijing Foreign Studies University, studiował również w Fletcher School of Law and Diplomacy na Tufts University (1988 -1990). Karierę w służbie dyplomatycznej rozpoczął w chińskiej ambasadzie w Nowej Zelandii (attaché, 1978 - 1983). Od 1991 do 1995 był konsulem w konsulacie ChRL w Sydney. Następnie (1997 - 2000) pełnił funkcję radcy w ambasadzie w Australii. W 2000 został mianowany ambasadorem na Fidżi, stanowisko to zajmował do 2003. W 2007 otrzymał nominację na ambasadora w Australii, urząd ten piastował do 2010. Od 2010 jest ambasadorem w Kanadzie.
Pracował również w MSZ (był m.in. zastępcą dyrektora generalnego departamentu odpowiedzialnego za sprawy Ameryki Północnej i Oceanii).